# (13974) 1991 YC
(13974) 1991 YC est un astéroïde de la ceinture principale d'astéroïdes découvert en 1991.

## Description
(13974) 1991 YC a été découvert le 28 décembre 1991 à la station astronomique de Yakiimo, située à Shizuoka au Japon, par Akira Natori et Takeshi Urata.

### Caractéristiques orbitales
L'orbite de cet astéroïde est caractérisée par un demi-grand axe de 2,58 UA, un périhélie de 2,04 UA, une excentricité de 0,21 et une inclinaison de 14,94° par rapport à l'écliptique. Du fait de ces caractéristiques, à savoir un demi-grand axe compris entre 2 et 3,2 UA et un périhélie supérieur à 1,666 UA, il est classé, selon la JPL Small-Body Database, comme objet de la ceinture principale d'astéroïdes.

### Caractéristiques physiques
(13974) 1991 YC a une magnitude absolue (H) de 13,7 et un albédo estimé à 0,407.